# Ів Мюргед
Ів Мюргед (22 квітня 1990 , Перт, Перт-енд-Кінросс ) — британська керлінгістка, олімпійська чемпіонка, чемпіонка Європи та світу. 